# Villa Messner
La villa Messner est un édifice situé dans la ville de Dijon, dans la Côte-d'Or en région Bourgogne-Franche-Comté.

## Histoire
La villa fut construite en 1913, le maître d’œuvre est l'architecte Régis-Joseph Jardel.
Les façades et les toitures, la terrasse, le vestibule d'entrée et l'escalier avec sa rampe en fer forgé, le grand salon et la salle à manger avec leur décor au rez-de-chaussée sont inscrits au titre des monuments historiques par arrêté du 9 décembre 1983.